# 本·卡森
老本傑明·所羅門·卡森（1951年9月18日—）是一位美國退休神經外科醫師、學者、作家、與2017年至2021年擔任第17任美国住房和城市发展部长的政治家。作为神经外科领域的先驱，他是 2016年共和黨初選的美國總統候選人。卡森是美國最著名的黑人保守派之一。

## 簡介
他是第一位成功分離頭部連體雙胞胎的外科醫生，並在2008年獲時任美國總統乔治·沃克·布什授予總統自由勳章。
自2013年一次知名的全國祈禱早餐會演講公開批評巴拉克·歐巴馬的健保改革政策後，他成為一名著名的保守派人物代表。
2015年5月3日，卡森宣佈參選2016年美國總統選舉的共和黨初選。2016年3月2日，卡森決定退選。
2016年12月5日，卡森經时任美国候任总统唐纳德·特朗普提名为住房與城市發展部部長。